# Richtlinie 97/7/EG (Fernabsatzrichtlinie)
Die Fernabsatzrichtlinie, genauer die Richtlinie 97/7/EG des europäischen Parlaments und des Rates vom 20. Mai 1997 über den Verbraucherschutz bei Vertragsabschlüssen im Fernabsatz, ist die Vorgabe der Europäischen Gemeinschaft an die Staaten der Europäischen Union, insbesondere den Verbraucherschutz bei Fernabsatzverträgen zu regeln. Wie bei EG-Richtlinien üblich, legen die Erwägungen im ersten Teil des Rechtstextes den Kontext zu anderen Gesetzen und Übereinkommen fest. Die eigentliche Richtlinie ist im zweiten Teil in 19 Artikeln festgehalten. Die Fernabsatzrichtlinie wurde durch Verbraucherrechte-Richtlinie 2011/83/EU mit Wirkung vom 13. Juni 2014 aufgehoben.

## Umsetzung in Deutschland
Deutschland erließ 2000 das Fernabsatzgesetz, das zwei Jahre später in das Bürgerliche Gesetzbuch (BGB) überführt wurde. Die entsprechenden Normen sind die §§ 312b bis 312f BGB.
Für den Verbraucher sind die Regelungen insbesondere im Versandhandel interessant. Hier hat er die Möglichkeit, Verträge binnen einer Frist von zwei Wochen zu widerrufen (§ 355 Abs. 1, S. 1 BGB), was z. B. einfach durch die Rücksendung der Ware geschehen kann (§ 355 Abs. 1, S. 2 BGB). Dies ermöglicht ihm eine weitestgehend risikolose Prüfung der Ware, denn der Unternehmer muss im Falle des Widerrufs nicht nur den Kaufpreis und regelmäßig die Rücksendekosten erstatten (§ 357 Abs. 2 BGB). Auch seine eigenen Versandkosten muss er nach nunmehr gefestigter Rechtsprechung (vgl. z. B. Urteil des OLG Karlsruhe vom 5. September 2007, A.Z. 15 U 226/06) an den Käufer zurückzahlen.
Wegen der Versandkosten entsteht jedoch oft Streit, ferner über die Frage, ob und in welchem Umfang der Unternehmer vom Verbraucher nach § 357 Abs. 3 BGB Wertersatz für eine Verschlechterung der Sache durch die zwischenzeitliche bestimmungsgemäße Ingebrauchnahme verlangen bzw. mit einer solchen Forderung gegen die eben genannten Ansprüche des Verbrauchers aufrechnen kann. Die Einschaltung eines Rechtsanwaltes lohnt sich für den einzelnen Verbraucher wegen der geringen Beträge oft kaum. Hier können Verbraucherschutzorganisationen helfen. Manchmal genügt es schon, wenn die Organisationen das betreffende Unternehmen auf die Rechtslage hinweisen. Notfalls können diese Organisationen die Verbraucherrechte aber auch gerichtlich gegen die Unternehmen durchsetzen.

## Umsetzung in Österreich
Das Fernabsatz-Gesetz war ein 1999 kundgemachtes, zur Umsetzung der Fernabsatzrichtlinie beschlossenes Bundesgesetz, das das Konsumentenschutzgesetz – vor allem wurden §§ 5a bis 5j eingefügt –, das Bundesgesetz gegen den unlauteren Wettbewerb und das Produkthaftungsgesetz änderte. Diese Änderungen traten zwischen dem 1. Oktober 1999 und dem 1. Jänner 2001 in Kraft. Am 29. April 2014 beschloss der Nationalrat das Verbraucherrechte-Richtlinie-Umsetzungsgesetz, welches von den §§ 5a bis 5j des Konsumentenschutzgesetzes nur noch den letzten Artikel als neuen § 5c übrig ließ und insofern das Fernabsatz-Gesetz aufhob. An dessen Stelle trat das als Artikel 4 enthaltene Fern- und Auswärtsgeschäftegesetz.